# Атьков, Олег Юрьевич
Оле́г Ю́рьевич Атько́в (род. 9 мая 1949, Хворостянка, Куйбышевская (ныне Самарская) область) — советский и российский учёный-медик, врач. Лётчик-космонавт СССР(2 октября 1984), Герой Советского Союза (2 октября 1984), академик РАН (2022). С 2005 по 2015 год — вице-президент ОАО «РЖД» по здравоохранению и работе с общественными организациями, председатель совета директоров ОАО «РЖД-здоровье». Доктор медицинских наук, профессор. Заслуженный деятель науки РФ, лауреат Государственной премии СССР (1989) и премий Правительства РФ (2006, 2012).

## Биография
Родился в семье кадрового военного офицера и преподавательницы русского языка и литературы. После 5-го класса учился в ГДР, куда был командирован его отец. Окончил 10 классов средней школы № 20 Херсона в 1966 году (вспоминал: «Мои родители жили в Германии, а я уже должен был вернуться в Советский Союз, потому что за рубежом не было школы с 9-м и 10-м классами. Уехал получать аттестат в Херсон»), после которой попытался поступить в медицинский институт, но не прошёл по конкурсу. Вспоминал, что его желанию ступить на путь медика способствовал пример его двоюродной тётки-невролога, а также, среди прочего, трилогия книг Ю. П. Германа «Дорогой мой человек». Учился в медицинском училище, одновременно работая препаратором медсанчасти Херсонского хлопчатобумажного комбината. В 1967 году поступил в Крымский медицинский институт (Симферополь). После возвращения родителей из ГДР, переехал к ним в Киев и продолжил учёбу там в мединституте. Студентом женился и с супругой перебрался в Москву, где окончил 1-й ММИ имени И. М. Сеченова в 1973 году. В 1975 году окончил ординатуру, а в 1978 году — аспирантуру НИИ кардиологии ВКНЦ АМН СССР, попав в отделение Мухарлямова Нурмухамеда Мухамедовича. Защитил кандидатскую диссертацию «Изучение зон асинергии миокарда и их роли в формировании сердечной недостаточности у больных постинфарктным кардиосклерозом по данным ультразвукового сканирования». С 1978 года работал в клинико-функциональном отделе ИКК имени А. Л. Мясникова сначала младшим научным сотрудником, а с 1982 года старшим научным сотрудником.
В 1975 году начинает обследовать космонавтов в Центре подготовки космонавтов. В 1976 году прошёл медицинский отбор в отряд врачей-космонавтов, а в январе 1977 года прошёл медкомиссию в Институте медико-биологических проблем (ИМБП). В отряд космонавтов-медиков не был представлен, поскольку не захотел переходить на работу в ИМБП, но тренировки в ИМБП не прекращал. В 1977 году вступил в КПСС. В 1978 присуждена премия Ленинского комсомола.
В конце 1970-х годов было принято решение послать в космический полёт пожилого космонавта для исследования влияния факторов космического полёта на его организм. В 1982 году был выбран Константин Петрович Феоктистов, которому в то время было 56 лет. Для наблюдения его организма на борту был назначен Атьков, которого направили на подготовку в Центр подготовки космонавтов. Однако в связи с внезапным обострением хронической болезни полёт Феоктистова был отменён, но Атьков, уже проходящий индивидуальную подготовку по программе космонавта-исследователя, был назначен на должность врача-космонавта Всесоюзного кардиологического центра Академии медицинских наук СССР. В октябре 1983 года было принято решение о включении его в экипаж третьей основной экспедиции на орбитальной станции «Салют-7» как врача-космонавта-исследователя.
C 8 февраля по 2 октября 1984 года вместе с другими членами экипажа космического корабля «Союз Т-10» совершил космический полёт на орбитальную станцию «Салют-7». Общая продолжительность полёта составила рекордный на то время срок — 236 суток 22 часа 49 минут. Во время полёта Атьковым были проверены новая аппаратура и приборы для оценки состояния космонавтов, был проведён ряд уникальных научных экспериментов.
Статистика
| # | Стартовый корабль | Старт, UTC        | Экспедиция         | Корабль посадки | Посадка, UTC      | Налёт                      | Выходы в открытый космос | Время в открытом космосе |
| - | ----------------- | ----------------- | ------------------ | --------------- | ----------------- | -------------------------- | ------------------------ | ------------------------ |
| 1 | Союз Т-10         | 08.02.1984, 12:07 | Союз Т-10, Салют-7 | Союз Т-11       | 02.10.1984, 10:56 | 236 суток 22 часа 49 минут | 0                        | 0                        |

После возвращения из космоса Атьков продолжил работу в Институте клинической кардиологии, в 1984 году стал заведующим лабораторией функциональных методов исследования, в 1986 году защитил докторскую диссертацию, с 1987 года руководит отделом новых методов диагностики и исследований. Одновременно с этим с 1991 года является профессором, заведующим кафедрой методов диагностики Российского государственного медицинского университета. Занимается клинической и педагогической деятельностью, одновременно продолжая работу в области космической физиологии и медицины, участвует в экспериментах при полётах по параболе Кеплера на специально оборудованных самолётах А-300 и Ил-76ТД. С 1989 года сотрудничает с Международным космическим университетом в Страсбурге (ISU), в 1998—1999 гг. работал там.
С 1991 по 2003 год — президент Российской ассоциации специалистов ультразвуковой диагностики в медицине. В 1992 году основал научный журнал «Визуализация в клинике» и является его главным редактором. C 1999 по 2002 год руководитель отдела новых методов диагностики Российского кардиологического научно-производственного комплекса Министерства здравоохранения Российской Федерации. В 2000 году стал президентом Российской ассоциации телемедицины и работал экспертом-консультантом в области телемедицины Европейской комиссии в Брюсселе.

### РЖД
Пришёл в РЖД вместе с Владимиром Якуниным. В 2002 году Атьков назначен руководителем Департамента здравоохранения Министерства путей сообщения России. В 2003 году назначен начальником Департамента медицинского обеспечения ОАО «Российские железные дороги».
17 августа 2005 Атьков назначен вице-президентом ОАО «РЖД» по здравоохранению и работе с общественными организациями. С февраля 2010 года председатель совета директоров компании «РЖД-Здоровье», которая включает в себя железнодорожные больницы и поликлиники во многих городах.
Ежегодный бюджет корпоративного здравоохранения РЖД при Атькове достигал 2 млрд рублей.
15 октября 2015 года, после отставки Якунина, Атьков уволен советом директоров с поста вице-президента РЖД, выведен из правления компании.
Является заведующим кафедрой профпатологии и производственной медицины Российской медицинской академии непрерывного профессионального образования (РМАНПО), курирует магистерскую программу в МГУ по специальности государственная политика в здравоохранении. Под его руководством подготовлено более 30 кандидатов и докторов медицинских наук в СССР и России, а также 5 магистров по специальности «Космические исследования» в ISU. Он — кардиолог и специалист в области космической физиологии и медицины, автор более 150 научных трудов, в число которых входят 4 монографии, 14 изобретений и 3 патента.
Почётный член правления Херсонского землячества «Таврия» в Москве .
В июле-августе 2018 года принял участие в авиационной арктической кругосветной экспедиции «Север Ваш» на малых самолётах-амфибиях российского производства в качестве пилота (КВС) самолёта Ла-8 и врача-исследователя.

### Семья
- Отец — Атьков Юрий Иванович (род. 1926), полковник внешней разведки в отставке[9].
- Мать — Атькова (Плахута) Дина Ростиславовна (род. 1927), преподаватель русского языка и литературы, ныне пенсионер[4].
- Брат — Атьков Ростислав Юрьевич (род. 1954), заместитель гендиректора Крыловского государственного научного центра[10].
- Жена — Атькова (Алексеева) Евгения Львовна (род. 1950), заведующий отделом патологии слёзного аппарата ФГБНУ «Научно-исследовательский институт глазных болезней».
  - Дочь — Атькова Екатерина Олеговна (род. 1972), врач-дерматовенеролог, кандидат медицинских наук.
    - Три внучки[3].

## Отличия
- Герой Советского Союза (2 октября 1984)
- орден Ленина (2 октября 1984)
- медаль «За заслуги в освоении космоса» (12 апреля 2011) — за большие заслуги в области исследования, освоения и использования космического пространства, многолетнюю добросовестную работу, активную общественную деятельность[11]
- орден Кирти Чакра (1984, Индия)
- медали
- заслуженный деятель науки Российской Федерации (2007)
- Государственная премия СССР (1989) — за разработку методов эхокардиографической диагностики и контроля состояния сердечно-сосудистой системы и внедрения их в практику здравоохранения
- Премия Правительства Российской Федерации[12] (2012)
- премия Ленинского комсомола (1978) — за внедрение ультразвуковых методов диагностики основных заболеваний сердца
- Золотая медаль имени К. Э. Циолковского Академии наук СССР (1987)
- Диплом Международного общества и Федерации кардиологии и организационного комитета IX Всемирного конгресса кардиологов
- Международная премия Андрея Первозванного «За Веру и Верность» — за «особый вклад в укрепление государственности и приумножение национальной славы России» (2003)
- Почётный гражданин городов Варна (Болгария), Гагарин (Россия), Джезказган (Казахстан), Ленинск (Россия) и села Хворостянка[4]
- Почётная грамота Российской академии наук (16 мая 2024) — за многолетний плодотворный труд на благо медицинской науки в области космической медицины, успешную научно-организационную деятельность, подготовку научных кадров высшей квалификации и в связи с юбилеем
- Почётный доктор берлинского Университета имени Гумбольдта (1985).

## Основные работы
- Атьков О. Ю., Бедненко В. С. Гипокинезия, невесомость: клинические и физиологические аспекты. М., Наука, 1989, 304 стр.
- O. Atkov, V. Bednenko. Hypokinesia and weihtlessness: clinical and physiologic aspects. Internat. Univers. Press, USA, 1992, 500 p.
- Атьков О. Ю., Балахонова Т. В., Зубарев А. Р. и др. Ультразвук и сосуды: диагностическая практика. Москва, 1999 (электронная версия).
- Атьков О. Ю., Цфасман А. З. История железнодорожной медицины. — М., 2004. — 416 с.
- Космическая погода: её влияние на человека и биологические объекты. Под ред. Атькова О. Ю., Гурфинкеля Ю. И. — М., 2006, 136 с.
- Атьков О. Ю., Балахонова Т. В., Горохова С. Г. Ультразвуковое исследование сердца и сосудов (учебное пособие). — Москва, Эксмо, 2009. — 400 с.
- Атьков О. Ю. Эффективная инструментальная диагностика: земное и внеземное: Актовая речь в Российском государственном медицинском университете им. Н. И. Пирогова. — М.:ГЭОТАР-Медиа, 2011. — 40 с.
- Gorokhova S.G., Sboev A.G., Kukin K.A., Rybka R.B., Muraseeva E.V., Atkov O.Yu. The Application of Artificial Neural Networks in the Diagnosis of Coronary Heart Disease // В книге: Network Topologies: Types, Performance Impact and Advantages